# Liste der Kulturdenkmale in Heringsdorf (Ostholstein)
In der Liste der Kulturdenkmale in Heringsdorf sind alle Kulturdenkmale der schleswig-holsteinischen Gemeinde Heringsdorf (Kreis Ostholstein) und ihrer Ortsteile aufgelistet (Stand: 10. März 2025).

## Legende
In den Spalten befinden sich folgende Informationen:
- Objekt-ID: die Nummer des Kulturdenkmales
- Lage: die Adresse des Kulturdenkmales und die geographischen Koordinaten. Kartenansicht, um Koordinaten zu setzen. In der Kartenansicht sind Kulturdenkmale ohne Koordinaten mit einem roten Marker dargestellt und können in der Karte gesetzt werden. Kulturdenkmale ohne Bild sind mit einem blauen Marker gekennzeichnet, Kulturdenkmale mit Bild mit einem grünen Marker.
- Offizielle Bezeichnung: Bezeichnung des Kulturdenkmales
- Beschreibung: die Beschreibung des Kulturdenkmales
- Bild: ein Bild des Kulturdenkmales

## Sachgesamtheiten
| Objekt-ID      | Lage                                  | Offizielle Bezeichnung | Beschreibung | Bild |
| -------------- | ------------------------------------- | ---------------------- | --- | ---- |
| 37638 Wikidata | Kalkberg (54° 16′ 38″ N, 11° 1′ 5″ O) | Meierhof Kalkberg      | Hofanlage Kalkberg, ehem. Meierhof des Gutes Siggen, zwischen 1780 und 1810 angelegt; Wohn- und Wirtschaftsgebäude in Fachwerkbauweise aus der Zeit um 1800, Wohnhaus sowie weitere Wirtschafts- und Nebengebäude ausgehendes 19. Jh. und später - Begründung: geschichtlich, technisch, Kulturlandschaft prägend - Schutzumfang: Wohnhaus, Scheune, Fachwerkgebäude, Kuhstall, Kastanienallee, Verwalterwohnhaus, Melkerhaus mit Nebengebäude, Nebengebäude, Hofpflaster | BW   |

## Bauliche Anlagen
| Objekt-ID      | Lage                                               | Offizielle Bezeichnung                 | Beschreibung | Bild            |
| -------------- | -------------------------------------------------- | -------------------------------------- | --- | --------------- |
| 29986          | An der Bäderstraße 19 (54° 18′ 7″ N, 11° 0′ 27″ O) | Wohnhaus                               | Wohnhaus; 1849; eingeschossiger, traufständiger Backsteinbau des Spätklassizismus, mit zweigeschossigem, übergiebeltem Mittelrisalit, Schopfwalmdach; mit Pfeilern der südlichen Pforte - Begründung: geschichtlich, städtebaulich - Schutzumfang: Wohnhaus, Pfeiler der südlichen Pforte - Denkmaltyp: Bauliche Anlage                          | BW              |
| 1005 Wikidata  | Gut Siggen (54° 17′ 22″ N, 11° 3′ 16″ O)           | Gut Siggen: Herrenhaus                 | Das Herrenhaus wurde Ende des 17. Jahrhunderts erbaut. Nach einem Brandschaden wurde das Haus 1934 erneuert. Alteintragung (Aktualisierung vorgesehen) - Begründung: Alteintragung (Aktualisierung vorgesehen) - Schutzumfang: Alteintragung (Aktualisierung vorgesehen) - Denkmaltyp: Bauliche Anlage                                           | Fotos hochladen |
| 1195 Wikidata  | Gut Siggen (54° 17′ 23″ N, 11° 3′ 22″ O)           | Gut Siggen: Scheune                    | Alteintragung (Aktualisierung vorgesehen) - Begründung: Alteintragung (Aktualisierung vorgesehen) - Schutzumfang: Alteintragung (Aktualisierung vorgesehen) - Denkmaltyp: Bauliche Anlage | BW              |
| 1357 Wikidata  | Gut Siggen (54° 17′ 24″ N, 11° 3′ 21″ O)           | Gut Siggen: Viehhaus                   | Alteintragung (Aktualisierung vorgesehen) - Begründung: Alteintragung (Aktualisierung vorgesehen) - Schutzumfang: Alteintragung (Aktualisierung vorgesehen) - Denkmaltyp: Bauliche Anlage | BW              |
| 1007 Wikidata  | Gut Siggen (54° 17′ 24″ N, 11° 3′ 25″ O)           | Gut Siggen: Südliches Einfahrtgebäude  | Alteintragung (Aktualisierung vorgesehen) - Begründung: Alteintragung (Aktualisierung vorgesehen) - Schutzumfang: Alteintragung (Aktualisierung vorgesehen) - Denkmaltyp: Bauliche Anlage | BW              |
| 20670 Wikidata | Gut Siggen (54° 17′ 25″ N, 11° 3′ 24″ O)           | Gut Siggen: Nördliches Einfahrtgebäude | Alteintragung (Aktualisierung vorgesehen) - Begründung: Alteintragung (Aktualisierung vorgesehen) - Schutzumfang: Alteintragung (Aktualisierung vorgesehen) - Denkmaltyp: Bauliche Anlage | BW              |
| 1008 Wikidata  | Gut Siggen (54° 17′ 22″ N, 11° 3′ 17″ O)           | Gut Siggen: Obelisk von 1758           | Der Obelisk ist ein Denkmal für Ernst August Graf v. Bülow. Der Obelisk befindet sich gegenüber der Gutseinfahrt. Alteintragung (Aktualisierung vorgesehen) - Begründung: Alteintragung (Aktualisierung vorgesehen) - Schutzumfang: Alteintragung (Aktualisierung vorgesehen) - Denkmaltyp: Bauliche Anlage                                      | BW              |
| 37642 Wikidata | Kalkberg (54° 16′ 39″ N, 11° 1′ 2″ O)              | Meierhof Kalkberg: Fachwerkgebäude     | Wohn- und Wirtschaftsgebäude; vermutlich Ende 18. Jh.; eingeschossiger Fachwerkbau in Ständerbauweise mit reetgedecktem Halbwalmdach - Begründung: geschichtlich, Kulturlandschaft prägend - Schutzumfang: gesamtes Objekt - Denkmaltyp: Bauliche Anlage, Sachgesamtheit: Meierhof Kalkberg                                                      | BW              |
| 37640 Wikidata | Kalkberg (54° 16′ 37″ N, 11° 1′ 5″ O)              | Meierhof Kalkberg: Scheune             | Wirtschaftsgebäude; um 1900; Ziegelbau mit traufseitigen Einfahrtstoren und flachem Satteldach, Fassade mit Farbwechsel aus rotem und gelben Mauerwerk, Wandstreifengliederung - Begründung: geschichtlich, technisch, Kulturlandschaft prägend - Schutzumfang: gesamtes Objekt - Denkmaltyp: Bauliche Anlage, Sachgesamtheit: Meierhof Kalkberg | BW              |
| 9630           | Lübsche Straße 26 (54° 18′ 3″ N, 11° 0′ 17″ O)     | Doppelkate                             | Doppelkate; 18. Jahrhundert; Wandständerbau, Fachwerk mit Lehmausfachung, in den unteren Gefachen der Außenmauern in Backstein erneuert, reetgedecktes Vollwalmach - Begründung: geschichtlich, städtebaulich, Kulturlandschaft prägend - Schutzumfang: Doppelkate, Nebengebäude - Denkmaltyp: Bauliche Anlage                                   | BW              |

## Gründenkmale
| Objekt-ID      | Lage                                     | Offizielle Bezeichnung  | Beschreibung | Bild |
| -------------- | ---------------------------------------- | ----------------------- | --- | ---- |
| 20672 Wikidata | Gut Siggen (54° 17′ 27″ N, 11° 3′ 26″ O) | Gut Siggen: Lindenallee | Alteintragung (Aktualisierung vorgesehen) - Begründung: geschichtlich, künstlerisch, Kulturlandschaft prägend - Schutzumfang: gesamtes Objekt - Denkmaltyp: Gründenkmal | BW   |

## Quelle
- Liste der Kulturdenkmale in Schleswig-Holstein – Kreis Ostholstein (PDF)

- Karte mit allen Koordinaten:
- OSM |
- WikiMap